# Matrice diagonale
Pour les articles homonymes, voir Matrice et Diagonale (homonymie).
En algèbre linéaire, une matrice diagonale est une matrice carrée dont les coefficients en dehors de la diagonale principale sont nuls. Les coefficients de la diagonale peuvent être ou ne pas être nuls.
Une matrice diagonale est une matrice qui correspond à la représentation d'un endomorphisme diagonalisable dans une base de vecteurs propres. La matrice d'un endomorphisme diagonalisable est semblable à une matrice diagonale.
Toute matrice diagonale est symétrique, normale et triangulaire. La matrice identité In est diagonale.

## Définition
Une matrice carrée {\displaystyle D=(d_{i,j})_{1\leq i,j\leq n}} est dite diagonale si :
{\displaystyle \forall (i,j)\in [\![1,n]\!]^{2},\ i\neq j\ \Rightarrow \ d_{i,j}=0.}

### Exemples
Les matrices suivantes sont diagonales :
{\displaystyle {\begin{pmatrix}1&0&0&0\\0&\mathrm {i} &0&0\\0&0&-1&0\\0&0&0&-\mathrm {i} \end{pmatrix}},\quad {\begin{pmatrix}1&0&0\\0&0&0\\0&0&-3\end{pmatrix}},\quad {\begin{pmatrix}0&0\\0&1\end{pmatrix}},\quad {\begin{pmatrix}1\end{pmatrix}}.}
En revanche les matrices suivantes ne sont pas diagonales :
{\displaystyle {\begin{pmatrix}0&0&0&1\\0&0&-1&0\\0&\mathrm {i} &0&0\\1&0&0&0\end{pmatrix}},\quad {\begin{pmatrix}1&0&0\\0&2&1\\0&0&-3\end{pmatrix}},\quad {\begin{pmatrix}0&1\\0&0\end{pmatrix}}.}

### Notation
Comme une matrice diagonale est entièrement déterminée par la liste de ses éléments diagonaux, la notation suivante plus concise est souvent adoptée :
{\displaystyle \operatorname {diag} (a_{1},a_{2},\ldots ,a_{n})={\begin{pmatrix}a_{1}&0&\ldots &0\\0&a_{2}&\ddots &\vdots \\\vdots &\ddots &\ddots &0\\0&\ldots &0&a_{n}\end{pmatrix}}.}

## Utilisations
Les matrices diagonales apparaissent dans presque tous les domaines de l'algèbre linéaire. La multiplication de matrices diagonales est très simple ; aussi, si une matrice intéressante peut d'une certaine façon être remplacée par une matrice diagonale, alors les calculs qui l'impliquent seront plus rapides et la matrice plus facile à stocker en mémoire. Un procédé permettant de rendre certaines matrices diagonales est la diagonalisation.
Une matrice presque diagonale (on la dit alors matrice à diagonale dominante) peut être inversée sous réserve de non-intersection de ses cercles de Gershgorin.
Une matrice diagonale d'ordre n à coefficients dans K possède de manière naturelle des vecteurs propres (les vecteurs de la base canonique de Kn) et ses coefficients diagonaux sont les valeurs propres associées. 
Si une matrice normale est triangulaire alors elle est diagonale.
Une matrice complexe est normale si et seulement si elle est unitairement semblable à une matrice diagonale.
Voir aussi la décomposition en valeurs singulières, d'après laquelle toute matrice complexe (non nécessairement carrée) est unitairement équivalente à une matrice diagonale positive bordée par des zéros.

## Propriétés

### Multiplication
- Si {\displaystyle M} est une matrice {\displaystyle n\times m} alors :
  - {\displaystyle \operatorname {diag} (a_{1},\dots ,a_{n})M} se déduit de {\displaystyle M} en multipliant, pour tout {\displaystyle i} de {\displaystyle 1} à {\displaystyle n}, la {\displaystyle i}-ème ligne de {\displaystyle M} par {\displaystyle a_{i}} ;
  - {\displaystyle M\operatorname {diag} (b_{1},\dots ,b_{m})} se déduit de {\displaystyle M} en multipliant, pour tout {\displaystyle j} de {\displaystyle 1} à {\displaystyle m}, la {\displaystyle j}-ème colonne de {\displaystyle M} par {\displaystyle b_{j}}.
- En particulier, {\displaystyle \operatorname {diag} (a_{1},\dots ,a_{n})\operatorname {diag} (b_{1},\dots ,b_{n})=\operatorname {diag} (a_{1}b_{1},\dots ,a_{n}b_{n})}
donc {\displaystyle \forall k\in \mathbb {N} ^{*}\quad \operatorname {diag} (a_{1},\dots ,a_{n})^{k}=\operatorname {diag} (a_{1}^{k},\dots ,a_{n}^{k})}.
- Pour tout anneau commutatif A, les matrices diagonales d'ordre n forment une sous-algèbre commutative de {\displaystyle \mathrm {M} _{n}(A)}
En d'autres termes, pour toutes matrices diagonales {\displaystyle D=\operatorname {diag} ((d_{i})_{1\leq i\leq n})} et {\displaystyle E=\operatorname {diag} ((e_{i})_{1\leq i\leq n})} on a :
  - {\displaystyle \forall (\lambda ,\mu )\in A^{2}\quad \lambda D+\mu E=\operatorname {diag} ((\lambda d_{i}+\mu e_{i})_{1\leq i\leq n})}
  - {\displaystyle DE=ED=\operatorname {diag} ((d_{i}e_{i})_{1\leq i\leq n})}

### Déterminant
Le déterminant d'une matrice diagonale est égal au produit de ses éléments diagonaux :
{\displaystyle \det(\operatorname {diag} (a_{1},a_{2},\ldots ,a_{n}))={\begin{vmatrix}a_{1}&0&\ldots &0\\0&a_{2}&\ddots &\vdots \\\vdots &\ddots &\ddots &0\\0&\ldots &0&a_{n}\end{vmatrix}}=\prod _{k=1}^{n}a_{k}}

### Inversibilité
D'après l'expression des produits d'une matrice diagonale par une matrice quelconque (voir supra), une matrice diagonale {\displaystyle \operatorname {diag} (a_{1},a_{2},\dots ,a_{n})} à coefficients dans un anneau unitaire A (non nécessairement commutatif) est inversible dans {\displaystyle \mathrm {M} _{n}(A)} si et seulement si tous les {\displaystyle a_{i}} sont inversibles dans A (c'est-à-dire non nuls, si A est un corps) et dans ce cas,
{\displaystyle \operatorname {diag} (a_{1},a_{2},\dots ,a_{n})^{-1}=\operatorname {diag} (1/a_{1},1/a_{2},\dots ,1/a_{n})}.
Ceci permet, pour une matrice diagonale inversible, d'étendre aux exposants entiers relatifs la règle de calcul des puissances vue précédemment.

## Matrice scalaire
Une matrice scalaire est une matrice diagonale (à coefficients dans un anneau) dont tous les coefficients diagonaux sont égaux, c'est-à-dire de la forme λIn où λ est un scalaire et In la matrice identité d'ordre n.
Autrement dit {\displaystyle D=(a_{i,j})} est une matrice scalaire si D est carrée et si :
{\displaystyle a_{i,j}={\begin{cases}\lambda &{\text{si }}i=j\\0&{\text{si }}i\neq j\end{cases}}}
c'est-à-dire que tous les éléments situés sur la diagonale principale sont égaux et que tous les autres éléments sont nuls.
C'est la matrice dans n'importe quelle base de l'homothétie vectorielle de rapport {\displaystyle \lambda }.
Si K est un corps commutatif, le centre du groupe linéaire GL(n, K) est formé des matrices scalaires non nulles à n lignes et n colonnes et à coefficients dans K. Plus généralement, si A est un anneau unitaire, le centre de GL(n, A) est formé des matrices scalaires non nulles de taille n à coefficients dans le centre de A.